# پاپیرمارک آلمان
پاپیرمارک آلمان (به انگلیسی: German Papiermark) (به زبان بومی: Mark) یکای پول رایج در کشور امپراتوری آلمان است. مسئولیت کنترل این یکای پول برعهدهٔ رایش‌بانک قرار دارد.